# 이상동기 범죄

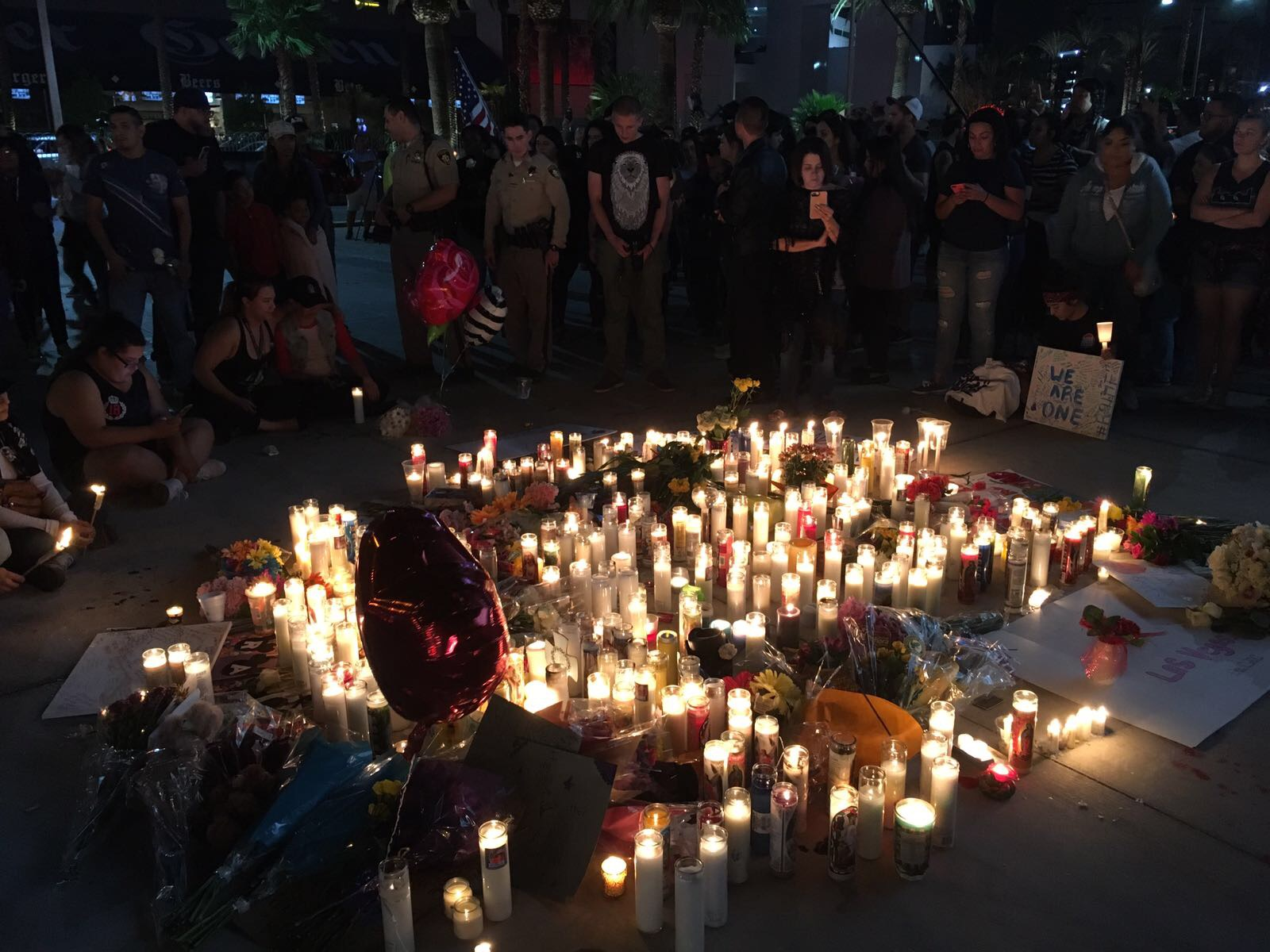
2017년 라스베이거스 스트립 총기 난사 사건 희생자를 추모하는 사람들

이상동기 범죄(異常動機犯罪)는 뚜렷하지 않거나 일반적이지 않은 동기를 가지고 불특정 다수를 향해 벌이는 폭력적 범죄를 말한다. 언론에 의해 흔히 묻지마 범죄로 표현되어 오다가 2022년 1월 대한민국 경찰은 이상동기 범죄로 명칭을 정하고 통계를 기록하기 시작하였다. "묻지마 범죄"라는 용어는 자칫 범죄의 동기가 전혀 없이 무차별적인 폭력을 일으키는 개인적 성향이 문제라는 인식을 줄 수 있어 범죄의 동기와 원인을 오해하게 할 수 있다.
불특정 다수를 향한 범죄는 종종 증오범죄의 동기를 보이기도 한다. 2011년 노르웨이 테러의 범인은 백인우월주의를 내세워 청소년 캠프 참여자를 학살하였다.

## 동기
이상동기 범죄는 개인적 실패의 원인을 사회 전체 또는 불특정 다수에게 전가하여 범죄를 합리화한다. 경제 불황이 크고 경제적 양극화가 심화할수록 극단적 형태의 이상동기 범죄가 일어나기 쉬운 환경이 갖추어진다. 현실에 대한 막연한 불안감, 실업율의 증가, 빈곤 등이 이상동기 범죄의 사회적 원인으로 지목된다. 개인적으로는 사회적으로 고립되고 대인관계에 실패를 계속한 나머지 판단력과 도덕적 판단을 상실하거나 자신에게 닥친 실패를 사회 전체의 탓으로 돌리고 피해자를 비인격화 하여 자신의 폭력 행위를 정당화 한다.
실제 범죄를 촉발하는 사건은 피해자와 별 상관 관계가 없는 경우가 많으나 가해자는 자신의 평소 불만을 끌어들여 범행을 합리화 하고자 한다. 2016년 강남역 살인 사건의 경우 범인은 자신이 직장에서 여성 직원에게 음해를 받았다는 것을 이유로 아무 관계가 없는 여성을 살해하였다.
일부 사회적 통념과 달리 조현병이나 피해 망상 등의 정신질환이 연관 된 것은 전체 이상동기 범죄 가운데 31.5% 정도로 정신적 이상 소견이 없는 범행이 오히려 더 많다. 다만, 범행을 저지른 사람은 타인과의 공감 능력이 떨어지는 경우가 많고 자신의 실패를 비관하지만 그 원인을 외부에서 찾는다. 대한민국의 언론은 이상범죄 사건이 일어났을 때 습관적으로 조현병 등의 정신질환을 먼저 보도하는 경향이 있으며 이로 인해 정신질환에 대한 불필요한 사회적 편견을 조장하는 경향이 있다.

## 유형
이상동기 범죄는 대도시에서 여름철 오후나 저녁시간에 주로 나타나며 재범율이 절반 이상을 차지하는 경우가 있다. 불특정 다수를 향한 살인 등의 폭력 범죄는 세계적인 현상으로 미국에서는 오래 전부터 총기난사와 같은 연속살인이 사회 문제가 되고 있고 일본의 경우도 면식 없는 사람에게 무차별적 폭력을 행사하는 이른바 도리마(通り魔) 범죄가 사회적 문제가 되고 있다.
정신질환적 이유를 제외하면 이상동기 범죄의 가장 큰 원인은 화풀이다. 범행을 저지른 사람은 자신의 사회적 실패나 불만을 아무런 연고가 없는 불특정 다수에게 폭력을 행사하여 해소하고자 한다. 그러나 이러한 범행은 충동적이지 않으며 미리 흉기를 준비하고 범행을 계획하는 계획범죄로 범행을 예고하거나 미리 사전에 현장을 방문하는 범행 준비 행위를 하는 경우도 많다. 이러한 계획을 거쳐 일어나는 이상동기 범죄는 무작위적인 폭력을 행사하기도 하지만 피해자를 선별하여 폭력을 가하는 경향이 있고 이러한 선별에는 사회적 편견에 의한 혐오가 작용한다. 미국이나 유럽 등에서는 백인우월주의와 같은 인종차별, 성소수자에 대한 혐오 등이 작용하고 한국의 경우 여성에 대한 혐오 인식이 이상동기 범죄에서 자신의 범행을 합리화하는 이유로 작용하기도 한다.
특히, 일본은 묻지마 흉기 난동 범죄 원인 중 하나로 사회적, 경제적 고립과 장기 경기 침체로 인한 구조적인 문제 등을 꼽았다. 1990년대 일본은 버블 붕괴 여파와 양극화 등 장기 불황으로 인한 이른바 취업 빙하기를 겪으면서, 고립 청년 문제도 심각해졌다. 
일본 법무성의 분석 결과, 묻지마 범죄자들의 상당수가 대졸 이하의 저학력자는 90%, 경제적으론 특정한 직업이 없거나 가족이나 친구 등 유대 관계가 없는 빈곤층이 70%를 차지하고 있어, 사회적으로 고립되고 경제적으로 빈곤한 상태에 이르자 자신의 처지를 비관하여, 자신의 어려움을 하소연하기 어려운 공격성을 표출한 사람들이 대부분이므로, 갈수록 흉포화 되고 있는 묻지마 범죄를 방지하기 위한 엄중한 처벌과 재범을 막기 위한 법적 예방 조치가 절대적으로 필요하다.

## 대표적 사례

### 대한민국
- 우범곤 순경 총기 난사 사건
- 논현동 고시원 살인 사건
- 강호순 사건
- 유영철 연쇄살인사건
- 칠곡 묻지마 살인사건
- 울산 삼산동 묻지마 살인 사건
- 강남역 화장실 살인사건

### 일본
- 쓰야마 사건
- 오사카 학교 학살
- 아키하바라 살인 사건

### 미국
- 버지니아 공대 총기 난사 사건

### 노르웨이
- 2011년 노르웨이 테러